# Oporinia typica
Oporinia typica är en fjärilsart som beskrevs av Clark 1896. Oporinia typica ingår i släktet Oporinia och familjen mätare. Inga underarter finns listade i Catalogue of Life.